# Tephrosia gossweileri
Tephrosia gossweileri är en ärtväxtart som beskrevs av Baker f.. Tephrosia gossweileri ingår i släktet Tephrosia och familjen ärtväxter. Inga underarter finns listade i Catalogue of Life.